# Beniamino Facchinelli
Beniamino Facchinelli (Trente, 8 juli 1839 - Caïro, 29 november 1895) was een Italiaans fotograaf.

## Biografie
Beniamino Facchinelli was vanaf circa 1875 tot aan zijn overlijden in 1895 als fotograaf actief in Caïro, in Egypte. Het meeste van zijn bekende werk bevindt zich in de Bibliothèque nationale de France en is gedigitaliseerd.

## Galerij

Foto's van Beniamino Facchinelli
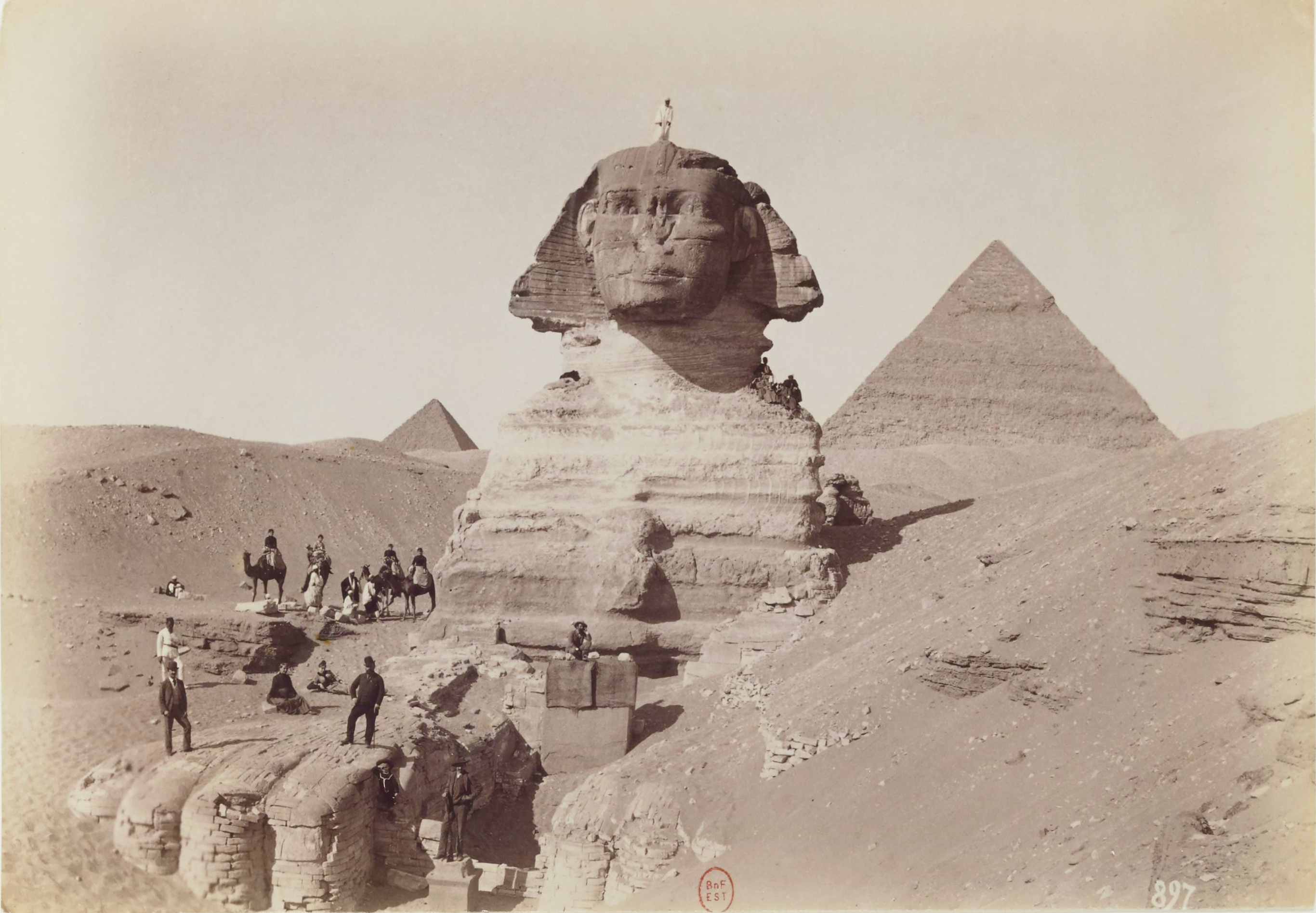
Sfinx van Gizeh.
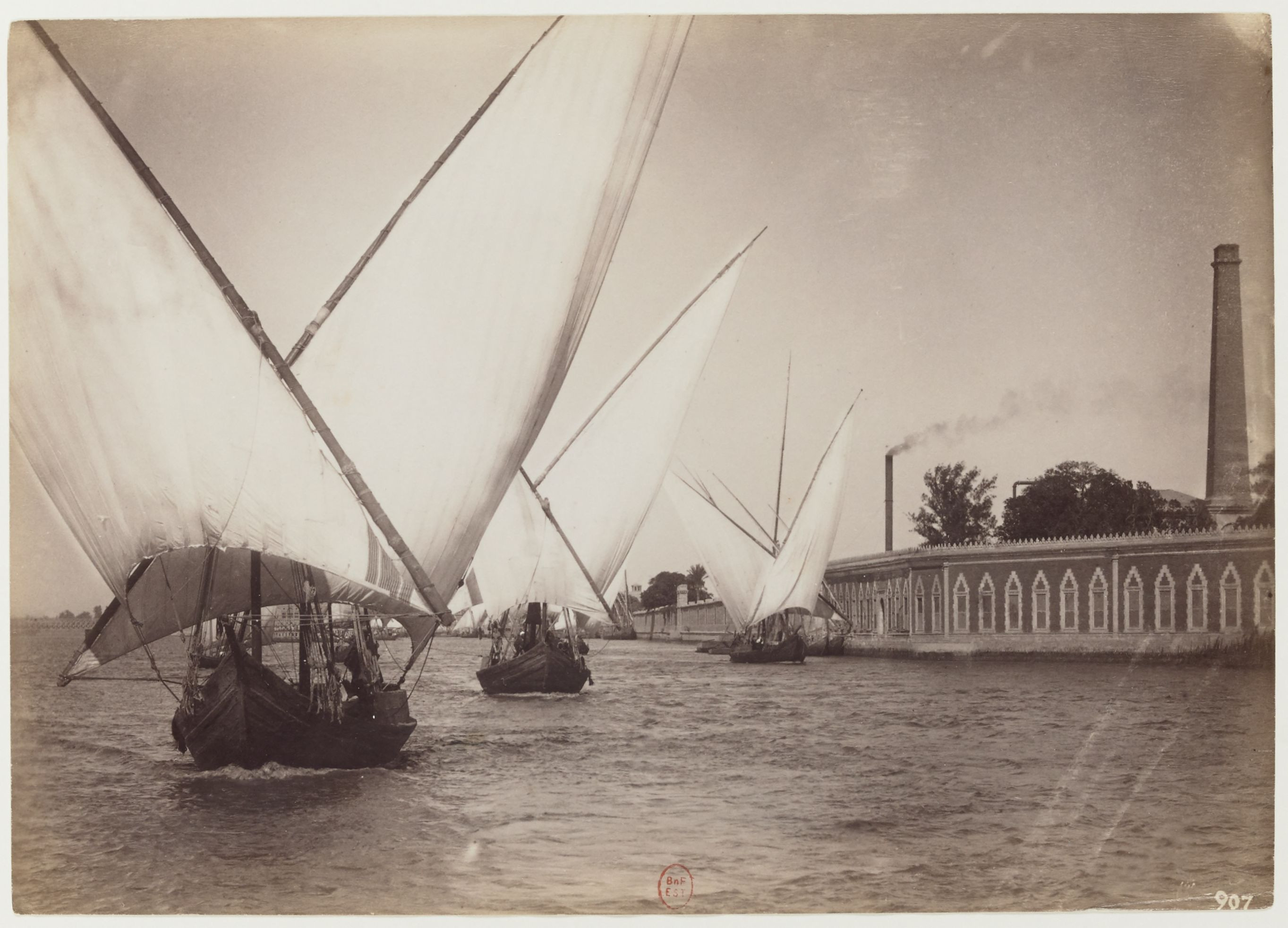
Feloeken op de Nijl.